# Мінухін Валерій Володимирович
Мінухін Валерій Володимирович ( нар. 16 серпня 1956, м. Харків) — український вчений у галузі мікробіології, доктор медичних наук (1997), професор (2001), директор Інституту мікробіології і імунології імені І. І. Мечникова НАМН України (з 2019)

## Біографія
Мінухін Валерій Володимирович народився 16 серпня 1956 у м. Харкові. 
У 1979 році закінчив Харківський медичний інститут. У 1979 він розпочав роботу в Харківському медичному інституті. Обіймав посади заступника декана по роботі з іноземними студентами та декана 4 медичного факультету.
З березня 2019 року і є директором Інституту мікробіології і імунології імені І. І. Мечникова НАМН України.
Професор Мінухін очолює редколегію наукового журналу «Аннали Мечниковського Інституту».

## Науковий доробок
Мінухін В.В. Молодые и старые животные используют различные стратегии формирования иммунного ответа н инфекционные агенты (Pseudomonas aeruginosa и Escherichia coli)(стаття) Успехи геронтологии, 2018. – Т.31. - № 3. – С. 330-338. Співавтори - Климова Е.М., Божков А.И., Коваленко Т.И., Белозоров И.В.
Мінухін В.В. Young and Old Animals Use Different Strategies for Forming an Immune Response to Infectious Agents (Pseudomonas aeruginosa and Escherichia coli)(стаття) ISSN 2079-0570 Advance in Gerontology, 2018. – Vol. 8. – No. 4, pp. 284-291. Співавтори - Klimova E.M., Boshkov A.I., Kovakenko T.I., Belozerov I.V.
Мінухін В.В. Адгезивні властивості метаболіт ник комплексів Lactobacillus rhamnosus GG та Saccharomyces boulardii в тестах in vitro (стаття) Український журнал медицини, біології та спорту – 2020 – Том 5, № 3(25). Р. 282-289. DOI: 10.26693/jmbs05.03.282 УДК 615.372:[615.331+615.339]:576.524  Співавтори -Ісаєнко О.Ю., Книш О.В., РижковаТ.М., Дюкарева Г.І.
Мінухін В.В. Комбінований вплив метаболітного комплексу Lactobacillus rhamnosus GG і Saccharomyces boulardii та амікацину на інфіковані рани в моделях in vivo (стаття) Запоріжський медичний журнал. 2020. Т. 22, № 6(123). С. 791-798. ISSN 2306-4145 http://zmj.zsmu.edu.ua УДК 615.281.9:[615.331+615.339]:579.841.11 DOI: 10.14739/2310-1210.2020.6.218447 Співавтори - Ісаєнко О.Ю., Рижкова Т.М., Коцар О.В.
Мінухін В.В.  Вивчення антимікробних властивостей місцевого комбінованого лікарського засобу на основі екстракту горіха волоського (стаття) International Journal of Education and Science, Vol. 3, No. 1, 2020. - P. 42-48. DOI 110.26697/ijes.2020.1.4; УДК 615.32:615.451.1:665.324 Співавтори - Довга І.М., Іваннік В.Ю., Мінухін Д.В., Євтушенко Д.О.
Мінухін В.В. та співав. Медична мікробіологія, вірусологія та імунологія : підручник для студ. вищих мед. навч. закладів / за ред. В.П.Широбокова. – 3-тє вид., оновл. та допов. Вінниця : Нова Книга, 2021. – 920 с. : іл. ISBN 978-966-382-874-9 УДК 579.61:518.7(075.8).
Мінухін В.В. та співав. Мікробіологія, вірусологія, імунологія : підручник для студ.стомат.ф-тів.вищих мед. Закл.III-IV р.а. - Вінниця : Нова Книга, 2017.- 376 с. З заг. ред. В.В.Данілейченка, О.П.Корнійчук  Співавтори - Данілейченко В.В., Климнюк С.І., Корнійчук О.П., Куцик Р.В., Лобань Г.А., Мінухін В.В., Немченко О.О., Павлій С.Й.,Федечко Й.О., Шикула Р.Г.
Мінухін В.В. та співав. науковий редактор перекладу 19-го англійського видання підручника «Медична мікробіологія. Посібник з мікробних інфекцій: патогенез, імунітет, лабораторна діагностика та контроль». Том 1-2. Київ, ВСВ «Медицина», 2020 р. ISBN: 978-617-505-805-3 (укр..т. 1). 
Мінухін В.В. та співав. Pharmaceutical compositions based on infusions/ Extracts of black walnuts/ Walnut in infectious pathology and wound healing complications  (монографія) New stages of development of modern science in Ukraine and eu countries. Monograph. Riga, Latvia, 2019, P. 59-69. Співавтори - Kazmirchuk V., Torianyk I.
Мінухін В.В. та співав. «Integration of traditional and innovative scientific researches: global trends and regional aspect»: collective monograph /collect/ edited by authors. 3rd ed. – Riga, Latvia : “Baltija Publish-ing”, 2020. – 268 p. ISBN: 978-9934-26-001-8 DOI: https://doi.org/10.30525/978-9934-26-001-8-1. Співавтори - Andriy Demyanchuk, Larysa Markevych, Svitlana Shchitova та інш.
Мінухін В.В. Способ профилактики синегнойной инфекции// Авт.свид. СССР N. 1762240 от 15 мая 1992 г по зав. N.4695295 от 23 мая 1989г Опубл. Бюл. Изобр. 1992. – N.34. Спіавтори – Бродінова Н.С. Циганенко А.Я. та інш.
Мінухін В.В. Спосіб моделювання місцевої гнійної інфекції Спосіб моделювання місцевої гнійної інфекції // Патент на корисну модель UA № 103538. Номер заявки u 2015 04999. Дата подання заявки 22.05.2015. Публікація 25.12.2015. Бюл. № 25. (співавтори Штанюк Є.А., Ляпунов М.О., Мінухін Д.В., Лихман В.М.).
Мінухін В.В. Спосіб використання 3% розчину оцтової кислоти для інактивації токсинів сальмонел // Патент на корисну модель № 109597. Номер заявки  u 2016 02645. Дата подання заявки 17.03.2016 р. Бюл. № 16, 25.08.2016 р. (співав. Вовк О.О.)
Мінухін В.В. Спосіб імунокорекції бактеріального запального процесу // Патент на корисну модель № 117986 (№ заявки u 2017 02855; дата подання заявки 27.03.2017; дата я якої є чинними права на корисну модель 10.07.2017). Бюл. № 13 від 10.07.2017. (співав. Коваленко Т.І., Клімова О.М., Божков А.І.).
Мінухін В.В.  Шпатель для нанесення порошкових лікарських сумішей на рану // Патент на корисну модель № 118267 (№ заявки u 2017 02593; дата подання заявки 20.03.2017; дата я якої є чинними права на корисну модель 25.07.2017). Бюл. № 14 від 25.07.2017  (Співав. Чернякова Г.М., Вовк О.О., Косілова О.Ю.)
Мінухін В.В.  Інструмент для нанесення порошкоподібних препаратів на ранову поверхню // Патент на корисну модель № 118573 (№ заявки u 2017 02591; дата подання заявки 20.03.2017; дата я якої є чинними права на корисну модель 10.08.2017). Бюл. № 15 від 10.08.2017 (спів. Чернякова Г.М., Вовк О.О., Косілова О.Ю.)
Мінухін В.В.  Спосіб моделювання інфікованої опікової рани у лабораторних тварин // Патент на корисну модель № 123558. Номер заявки u 2017 10737. Дата подання заявки 06.11.2017. Дата, з якої є чинним права на корисну модель: 26.02.2018. Публ. 26.02.2018, Бюл. № 4.  (Співав. Чернякова Г.М., Вовк О.О.)
Мінухін В.В.  Протимікробний засіб для лікування ACNE VULGARIS // Патент на корисну модель № 143589. Номер заявки u 2019 11879. Дата подання заявки 13.12.2019. Дата, з якої є чинним права на винахід: 10.08.2020. Публ. 10.08.2020, Бюл. № 15. МПК А61К 31/045. (співав. Казмірчук В.В., Моісеєнко Т.М., Довга І.М. та інш.)
Мінухін В.В.  Протимікробний комбінований засіб для лікування ранової інфекції // Патент на корисну модель № 143934. Номер заявки u 2019 11912. Дата подання заявки 16.12.2019. Дата, з якої є чинним права на винахід: 25.08.2020. Публ. 25.08.2020, Бюл. № 16. МПК А61К 3/52 (2006.01). (Співав. Казмірчук В.В., Довга І.М. Рижук С.М. та інш.).